# Adriano Panatta
Adriano Panatta (Roma, 9 de julio de 1950) es un exjugador de tenis profesional italiano. Se le recuerda por haber ganado el Torneo de Roland Garros en 1976.

## Biografía
Nacido en Roma en 1950, su padre era cuidador de un prestigioso club de tenis de la ciudad y fue allí, sobre superficies de tierra batida, donde Adriano aprendió a jugar al tenis. Antes de convertirse en profesional fue un exitoso jugador júnior en Europa.
Su primer título profesional lo alcanzó en 1973 en Bournemouth al derrotar al rumano Ilie Nastase en la final. Ese mismo año alcanzó las semifinales de Roland Garros en las que perdió ante Nikola Pilić. En los siguientes dos años cosechó dos títulos más sobre canchas lentas y su primer título en canchas duras al vencer a Jimmy Connors en la final de Estocolmo en 1975. Ese año logró llegar nuevamente a las semifinales de Roland Garros en las que perdió ante el sueco Björn Borg.
En 1976 alcanzó su pico de rendimiento. Alcanzó su único título de Grand Slam en Roland Garros al vencer en la final al estadounidense Harold Solomon por 6-1 6-4 4-6 y 7-6, luego de salvar un match-point en la primera ronda. En el torneo de Roma le ocurrió una situación similar, ganando el torneo luego de salvar 11 match points en su partido de primera ronda ante Kim Warwick (sigue siendo el récord de match points levantados antes de ganar un partido). Ese año alcanzó su mejor posición en el ranking al alcanzar el puesto N.º 4 de la ATP y ayudó a Italia a levantar su primera y única Copa Davis con 2 victorias en singles y 1 en dobles en la final ante Chile en Santiago bajo la capitanía de Nicola Pietrangeli.
Panatta es el único jugador en haber derrotado a Björn Borg en Roland Garros y lo hizo en dos oprtunidades. La primera en la cuarta ronda en 1973 y la segunda en los cuartos de final en 1976, ambas en 4 sets.
Luego de su victoria en Francia solamente consiguió 3 títulos más, siendo el más importante el WCT de Houston en 1977 donde venció a Connors y a Vitas Gerulaitis. Su último título profesional lo consiguió en su país en 1980 al adjudicarse el torneo de Florencia. Se retiró en 1983.
A pesar de su excelente técnica y su gran potencia, nunca logró jugar bien sobre superficies rápidas, siendo su mejor resultado en césped el haber alcanzado los cuartos de final en Wimbledon en 1977.
Luego de retirarse, Panatta fue capitán italiano de Copa Davis, director del torneo de Roma y corredor profesional de offshore.

## Copa Davis
Panatta fue siempre un gran participante de Copa Davis y representaba a su país en cada oportunidad, incluso en las rondas iniciales del torneo.
Hizo su debut en 1970 ante Checoslovaquia, ganando un singles y el dobles y perdiendo el singles restante ante Jan Kodeš en la derrota italiana. Desde ese año Panatta tuvo un participación ininterrumpida durante los siguientes 13 años hasta su retiro, no dejando de jugar la Copa ningún año.
En 1972 perdió todos sus partidos por semifinales ante Rumania que contaba con Nastase y Ion Tiriac. Dos años después se tomarían revancha y Panatta contribuyó con una victoria ante Tiriac y otra en el dobles junto a Paolo Bertolucci.
En 1976, bajo la capitanía del mejor jugador italiano de la historia, Nicola Pietrangeli, Panatta participó en todas las eliminatorias rumbo a la primera ensaladera para Italia. En las semifinales ante Australia en Roma, Panatta le dio el punto decisivo a Italia al derrotar en el quinto set a John Newcombe y así avanzar a la final. En Santiago se enfrentaron a Chile y Panatta logró la victoria en el dobles junto a Bertolucci y los dos individuales ante Patricio Cornejo y Jaime Fillol. Hasta el momento es la única vez que Italia se ha alzado con la Copa.
Panatta guiaría a Italia a otras tres finales más. En 1977 luego de una excelente victoria ante España en Barcelona por la final europea, Italia no pudo en el césped australiano, en donde Panatta perdió ante el veterano Tony Roche y ante John Alexander.
En 1979 Italia triunfó ante la Checoslovaquia de un joven Ivan Lendl con victorias de Panatta pero sucumbieron en la final ante Estados Unidos en San Francisco, quien contaba con John McEnroe y Vitas Gerulaitis.
En 1980, luego de tres eliminatorias en casa, debieron disputar la final ante Checoslovaquia en Praga, sobre moqueta, y las victorias de Tomáš Šmíd ante Panatta y de Lendl ante Corrado Barazzutti sellaron la victoria para Checoslovaquia.
Su último partido lo jugó en 1983 en la eliminatoria que Argentina ganó a Italia por 5-0 en Roma.

## Torneos de Grand Slam

### Campeón Individuales
| Año  | Torneo             | Oponente en la final | Resultado       |
| 1976 | Abierto de Francia | Harold Solomon       | 6-1 6-4 4-6 7-6 |

## Títulos

### Individuales
| Leyenda                |
| Grand Slam (1)         |
| Tennis Masters Cup (0) |
| ATP Tour (8)           |

| N.º | Fecha                  | Torneo                      | Superficie    | Oponente en la final              | Resultado         |
| --- | ---------------------- | --------------------------- | ------------- | --------------------------------- | ----------------- |
| 1.  | 12 de mayo de 1973     | Bournemouth, Gran Bretaña   | Tierra batida | Ilie Nastase (Rumania)            | 6-8 7-5 6-3       |
| 2.  | 12 de mayo de 1974     | Florencia, Italia           | Tierra batida | Paolo Bertolucci (Italia)         | 6-3 6-1           |
| 3.  | 13 de julio de 1975    | Kitzbühel, Austria          | Tierra batida | Jan Kodeš (Checoslovaquia)        | 2-6 6-2 7-5 6-4   |
| 4.  | 6 de noviembre de 1975 | Estocolmo, Suecia           | Dura          | Jimmy Connors (Estados Unidos)    | 6-4 6-3           |
| 5.  | 24 de mayo de 1976     | Roma, Italia                | Tierra batida | Guillermo Vilas (Argentina)       | 2-6 7-6 6-2 7-6   |
| 6.  | 31 de mayo de 1976     | Abierto de Francia, París   | Tierra batida | Harold Solomon (Estados Unidos)   | 6-1 6-4 4-6 7-6   |
| 7.  | 11 de abril de 1977    | Houston WCT, Estados Unidos | Dura          | Vitas Gerulaitis (Estados Unidos) | 7-6(4) 6-7(3) 6-1 |
| 8.  | 29 de octubre de 1978  | Tokio Outdoor, Japón        | Tierra batida | Pat Dupre (Estados Unidos)        | 6-3 6-3           |
| 9.  | 12 de mayo de 1980     | Florencia, Italia           | Tierra batida | Raúl Ramírez (México)             | 6-2 2-6 6-4       |

### Finalista en individuales
- 1972: Hamburgo (pierde ante Manuel Orantes)
- 1972: Gstaad (pierde ante Andrés Gimeno)
- 1973: Valencia (pierde ante Manuel Orantes)
- 1973: Barcelona-1 (pierde ante Ilie Nastase)
- 1973: Niza (pierde ante Manuel Orantes)
- 1973: Madrid-1 (pierde ante Ilie Nastase)
- 1973: Florencia (pierde ante Ilie Nastase)
- 1974: Bastad (pierde ante Björn Borg)
- 1975: Madrid (pierde ante Jan Kodeš)
- 1975: Barcelona (pierde ante Björn Borg)
- 1975: Buenos Aires (pierde ante Guillermo Vilas)
- 1976: Gstaad (pierde ante Raúl Ramírez)
- 1978: Roma (pierde ante Björn Borg)
- 1978: Bolonia (pierde ante Peter Fleming)
- 1980: Ginebra (pierde ante Balazs Taroczy)
- 1980: París Indoor (pierde ante Brian Gottfried)